# 9e régiment d'infanterie légère
Le 9e régiment d'infanterie légère (9e léger) est un régiment d'infanterie légère de l'armée française créé sous la Révolution à partir du « bataillon de chasseurs des Cévennes », un régiment français d'Ancien Régime lui-même issu du Régiment de chasseurs à cheval des Cévennes.

En 1854, il est transformé et prend le nom de 84e régiment d'infanterie.

## Création et différentes dénominations

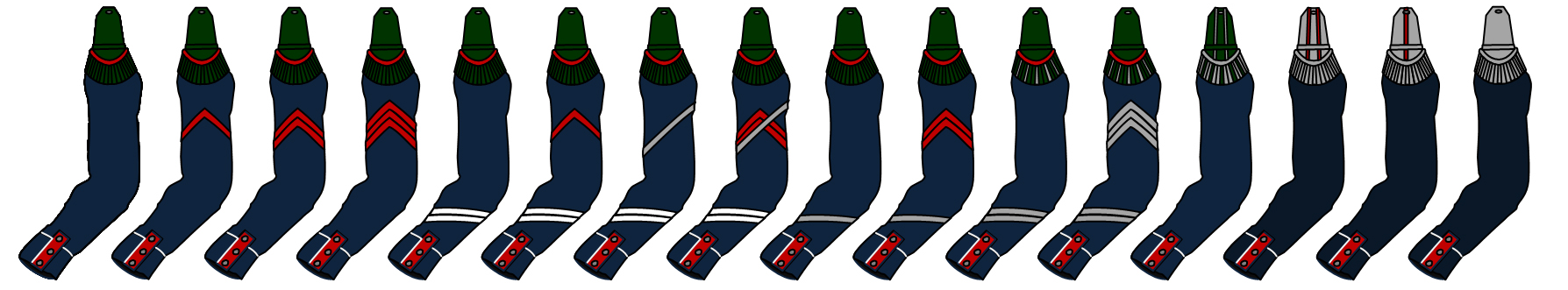
Insignes de rang du 9e régiment d'infanterie légère. De gauche à droite : chasseurs, chasseur avec 10 ans de service, chasseurs avec 15 ans de service, caporal, caporal avec 20 ans de service, caporal-fourrier, caporal-fourrier avec 15 ans de service, sergent, sergent avec 15 ans de service, sergent-major, sergent-major avec 20 ans de service, adjudant, sous-lieutenant, lieutenant et enfin capitaine.

- 1788 : Formation des Chasseurs des Cévennes[1] qui avaient été constitués en 1788 avec les compagnies d'infanterie attachées au régiment de chasseurs à cheval des Cévennes
- 1791 : renommé 9e bataillon de chasseurs.
- 1794 : devient la 9e demi-brigade légère de première formation
- 14 avril 1796 : transformé en 9e demi-brigade légère de deuxième formation
- 1803 : renommée 9e régiment d'infanterie légère.
- 16 juillet 1815 : comme l'ensemble de l'armée napoléonienne, il est licencié à la Seconde Restauration[2]
- 11 août 1815 : création de la légion de la Haute-Loire.
- 1820 : renommée 9e régiment d'infanterie légère.
- En 1854, l'infanterie légère est transformée, et ses régiments sont convertis en unités d'infanterie de ligne, prenant les numéros de 76 à 100. Le 9e régiment d'infanterie légère prend le nom de 84e régiment d'infanterie de ligne.

## Colonels/Chef de brigade
- 4 juin 1797 : chef de brigade Auguste Caffarelli (**)
- 1803 : colonel Claude Marie Meunier (**)
- 1810 : colonel Guillaume Dauture (*)
- 1813 : colonel Claude Deslon
- 1814 : colonel Paul Hippolyte Alexandre Baume

- 1850 : colonel Henri Louis Mermet

(*) Ces officiers sont devenus par la suite généraux de brigade 
(**) Ces officiers sont devenus par la suite généraux de division 

## Historique des garnisons, combats et batailles du9eléger

Drapeau de la 9e demi-brigade légère
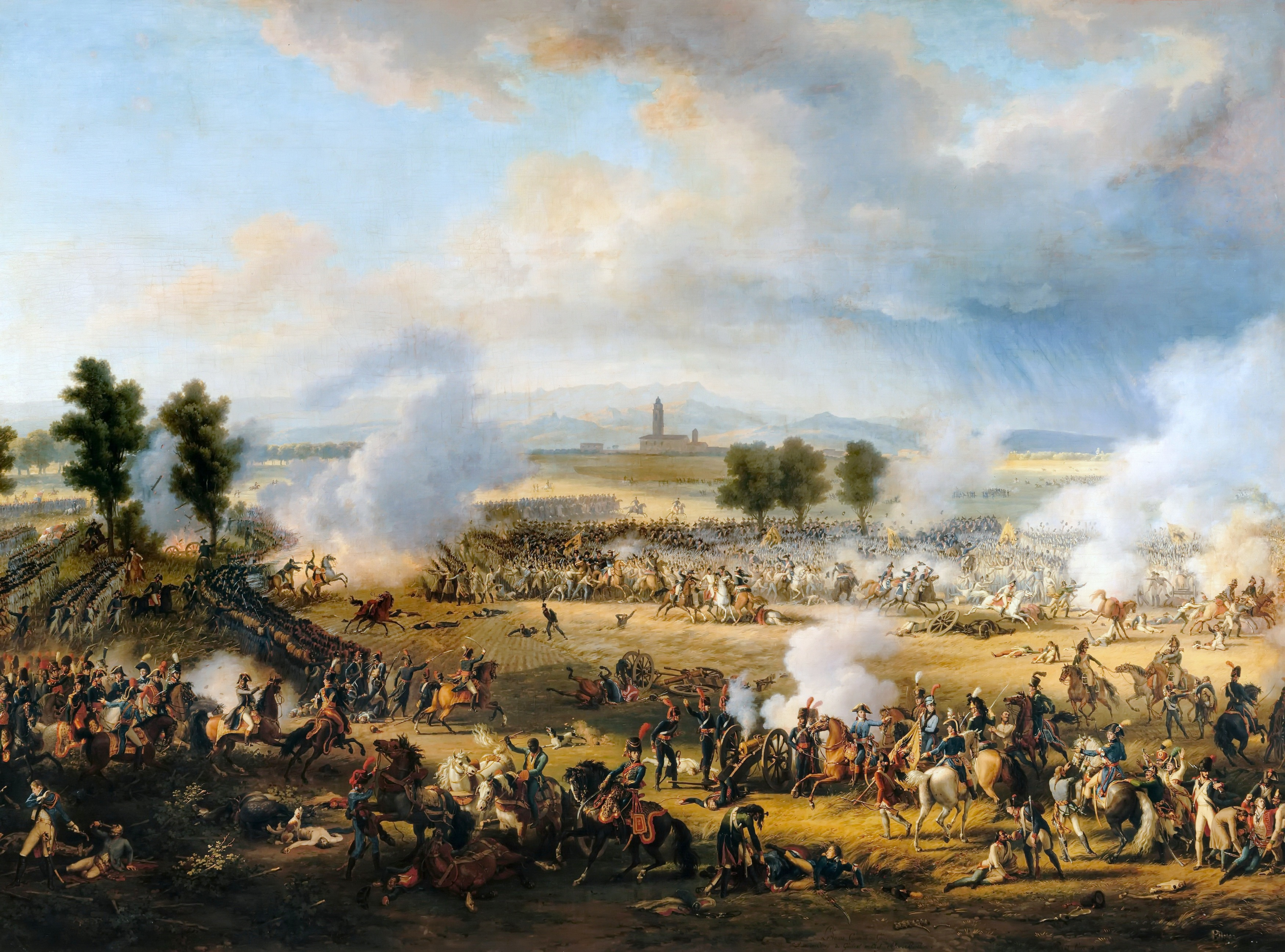
La bataille de Marengo par Louis-François Lejeune. Au second plan à gauche, le général Desaix est mortellement atteint sur son cheval, à la tête de la ligne de la 9e demi-brigade légère qui charge les Autrichiens (au centre)

- 14 février 1814 : Bataille de Vauchamps (9e léger)

L'ordonnance du 12 mai 1814 réorganisant l'armée, ne laissa subsister que 15 régiments légers. Le 9e régiment d'infanterie légère n'eut pas à changer de numéro. Conformément à l'ordonnance du 12 mai et à celle du 25 du même mois le nouveau 9e léger fut organisé à trois bataillons, plus un cadre en officiers à la suite pour un 4e bataillon. L'opération eut lieu à Longwy, le 1er août, par les soins du général Lorencez.
Ce corps qui devait recevoir les :
- 1er et 2e bataillons du 32e régiment d'infanterie légère
- 1er et 4e bataillons du 36e régiment d'infanterie légère
- 1er bataillons de chasseurs de montagne

n'eut, selon les éléments consultés aux Archives de la Guerre, que l'apport des 1er et 4e bataillons du 36e régiment d'infanterie légère.
- 1830 : Une ordonnance du 28 août crée le 3e bataillon du 9e léger[3]

## Sources et bibliographie
- Histoire de l'armée et de tous les régiments volume 4 par Adrien Pascal
- Nos 144 Régiments de Ligne par Émile Ferdinand Mugnot de Lyden
- Léon Charles Émile Auguste Loÿ : Historiques du 84e régiment d'infanterie de ligne « Un contre dix », du 9e régiment d'infanterie légère L'Incomparable à lire en ligne
- Serge Andolenko, Recueil d'historiques de l'infanterie française, Paris, Eurimprim, 1969, 413 p. (OCLC 23418405)
- Le 9e Régiment d'Infanterie Légère 1797-1815 sur frederic.berjaud.free.fr